# SWEET HEARTS
『SWEET HEARTS』（スウィート・ハーツ）は、岡村孝子の通算10枚目のオリジナル・アルバム。1994年9月14日発売。発売元はファンハウス（現・ソニー・ミュージックレーベルズ）。

## 解説
1985年にソロ・アルバム『夢の樹』を発表して以来、オリジナルアルバム通算10作目かつソロ・デビュー10周年目の記念アルバム。CD帯にも "10th Anniversary" と記載された。
TBS系クイズ番組『どうぶつ奇想天外!』のエンディング・テーマ曲と、日産火災（当時。2008年現在は損害保険ジャパン）のコマーシャルソングのタイアップが付いた2曲を収録し、先行発売された19枚目のシングル「ハレルヤ」（1994年5月25日、カップリングは「夢の途中」）と、同じく先行リリースされた通算20枚目の記念シングル「山あり 谷あり」（1994年8月24日）を収録している。「山あり 谷あり」は、関西テレビ製作テレビドラマ『福井さんちの遺産相続』（出演：斉藤由貴他）の主題歌となった。
同年10月には21枚目のシングルとして本アルバム未収録曲「ヒロイン 〜あの日の涙を忘れない〜」がシングル化され、そのカップリング用に「あなたの隣り」が採用された。加えて22ndシングルとして「Naturally」「明日への道」の2曲も両A面でシングルカットされている（シングルカットされた楽曲のタイアップは下記「#収録曲」参照）。また、シングル2枚が同時発売されたのは1982年以降のキャリアにおいて初めてのことであり、マキシシングル・サイズでのシングルリリースも初めてであった。
シングル「山あり 谷あり」と本アルバムのダブル購入者に向けた連動特典付きで、男性用はソフトスーツケース、女性用はファンデーションケースがそれぞれ抽選で当たるというもの。
当時、平松愛理（アレンジを担当している清水信之の元妻）と仲が良く、その流れで「Dear friend」のような女性同士の友情を歌った曲が生まれたとインタビューで語った。翌1995年に起きた阪神・淡路大震災では、関西出身の平松がチャリティーソングとしてリリースした「美し都」（作詞: 阿久悠）のコーラスで参加。その頃平松を特集したテレビ東京系の番組でも岡村がインタビューを受けるシーンが放送された。なお、「美し都」のシングルは生産中止となっているが、2005年10月19日にポニーキャニオンから発売されたコンピレーション・アルバム『Jewel Ballads』に収録されている。
1991年5月23日に発売されたシングル「Good-Day 〜思い出に変わるならば〜」のバラード・バージョンが収録された。過去に企画アルバム『Andantino a tempo』（1987年2月4日）で“あみん”時代の楽曲をセルフカヴァーしたことはあったが、ソロになってから発表した楽曲のリメイクはリミックスを除いては初。
上記のように多様なアイテムのリリースや、初めてのリリース形態など、この1994年は精力的な活動が展開された。また、本アルバムもリカットが重なり、結果的にシングル関連曲を多く収録したアルバムとなった。
アレンジャーとして、1986年以来活動をともにした田代修二に代わり、海老原真二が初起用された。
本作品を以てファンハウスからeast west japanへレコード会社を移籍しているが、2002年、元のファンハウスであるBMG JAPANへ再移籍している。
「OKAMURA TAKAKO CONCERT TOUR '94 FALL & WINTER " SWEET HEARTS "」（15会場18公演）が開催された。
2001年6月20日には、価格を改定したリニューアル盤が再発売された（規格品番：FHCF-2520）。

## 収録曲
1. 山あり 谷あり（5:06）
  - 20thシングルで、関西テレビ系ドラマ『福井さんちの遺産相続』主題歌。
  - 2000年リリースの12thアルバム『Reborn』に“Version 2000”が収録されている。
2. 明日への道（5:28）
  - 22ndシングル「Naturally」のカップリング曲。
  - TBS系紀行番組『旅・わくわく』[11]エンディング・テーマ。
3. ラビリンス（4:52）
  - 20thシングル「山あり 谷あり」のカップリング曲。
4. Dear friend（4:11）
  - 女性同士の友情を歌った楽曲。
5. Naturally（5:45）
  - 22ndシングルとしてリカットされた楽曲。
  - カルビーの季節商品「ア・ラ・ポテト」 CMソング。
6. ハレルヤ（5:01）
  - 19thシングルで、TBS系クイズ番組『どうぶつ奇想天外!』エンディング・テーマ。
7. 夢の途中（6:06）
  - 19thシングル「ハレルヤ」のカップリング曲。
  - 日産火災（現: 損害保険ジャパン）CMソング。
8. 海岸通り（5:42）
9. あなたの隣り（5:07）
  - 21stシングル「ヒロイン ～あの日の涙を忘れない～」のカップリング曲。
10. Good-Day 〜思い出に変わるならば〜（Ballade Version）（4:46）
  - 14thシングル曲のセルフカヴァー。
  - オリジナル版は日本テレビ系スペシャル・ドラマ『五月の風〜ひとりひとりの二人』主題歌。

全作詞・作曲: 岡村孝子
編曲: 海老原真二 M-1・5・6 、萩田光雄 M-2・7・8・9 、清水信之 M-3・4・10

## 関連作品
- 山あり 谷あり
  - HISTOIRE
  - DO MY BEST
  - TOY BOX
- 明日への道
  - 夢見る頃を過ぎても
  - 岡村孝子ベスト SUPER BEST 2000
  - After Tone IV
  - DO MY BEST
  - TOY BOX
- Naturally
  - TOY BOX
- ハレルヤ
  - After Tone IV
  - TOY BOX
- 夢の途中
  - After Tone IV
  - TOY BOX
- Good-Day 〜思い出に変わるならば〜[12]
  - Chou-fleur
  - After Tone III
  - DO MY BEST
  - TOY BOX
  - Best★BEST 岡村孝子